# Ozzie Bodden
Ozzie Callaham Bodden Matute (sinh ngày 21 tháng 11 năm 1991) là một cầu thủ bóng đá người Honduras thi đấu ở vị trí tiền đạo cho Victoria ở Liga Nacional de Honduras.